# Saint Francis University
La Saint Francis University (SFU) è un'università privata di indirizzo cattolico con sede a Loretto, nello stato americano della Pennsylvania.
Il Saint Francis College fu fondato nel 1847 da una comunità di sei religiosi terziari francescani fatti giungere da Mountbellew da Michael O'Connor, vescovo di Pittsburgh. I religiosi si unirono in seguito al Terzo ordine regolare di San Francesco. Il college ottenne il titolo di university nel 2001.